# Johnatan Opoku
Johnatan Opoku (Zutphen, 18 aprile 1990) è un calciatore olandese di origini ghanesi, centrocampista dello Zutphen.

## Caratteristiche tecniche
È un trequartista.

## Carriera
È cresciuto nelle giovanili del Veendam, con cui ha esordito il 5 agosto 2011 in un match perso 3-1 contro il Willem II.

## Statistiche

### Presenze e reti nei club
Statistiche aggiornate al 16 gennaio 2018.
| Stagione        | Squadra         | Campionato      | Campionato | Campionato | Coppe nazionali | Coppe nazionali | Coppe nazionali | Coppe continentali | Coppe continentali | Coppe continentali | Altre coppe | Altre coppe | Altre coppe | Totale | Totale | Totale |
| Stagione        | Squadra         | Comp            | Pres       | Reti       | Comp            | Pres            | Reti            | Comp               | Pres               | Reti               | Comp        | Pres        | Reti        | Pres   | Reti   |        |
| --------------- | --------------- | --------------- | ---------- | ---------- | --------------- | --------------- | --------------- | ------------------ | ------------------ | ------------------ | ----------- | ----------- | ----------- | ------ | ------ | ------ |
| 2011-2012       | Veendam         | EED             | 29         | 7          | CO              | 1               | 0               |                    | -                  | -                  |             | -           | -           | 30     | 7      |        |
| 2012-2013       | Veendam         | EED             | 24         | 4          | CO              | 1               | 0               |                    | -                  | -                  |             | -           | -           | 25     | 4      |        |
| Totale Veendam  | Totale Veendam  | Totale Veendam  | 53         | 11         |                 | 2               | 0               |                    | -                  | -                  |             | -           | -           | 55     | 11     |        |
| 2013-2014       | Oss             | EED             | 31         | 6          | CO              | 1               | 0               |                    | -                  | -                  |             | -           | -           | 32     | 6      |        |
| 2014-2015       | Oss             | EED             | 33+2       | 16+0       | CO              | 1               | 0               |                    | -                  | -                  |             | -           | -           | 36     | 16     |        |
| Totale Oss      | Totale Oss      | Totale Oss      | 66         | 22         |                 | 2               | 0               |                    | -                  | -                  |             | -           | -           | 68     | 22     |        |
| 2015-2016       | VVV-Venlo       | EED             | 34+2       | 13+0       | CO              | 1               | 0               |                    | -                  | -                  |             | -           | -           | 37     | 13     |        |
| 2016-2017       | VVV-Venlo       | EED             | 27         | 10         | CO              | 1               | 0               |                    | -                  | -                  |             | -           | -           | 28     | 10     |        |
| 2017-2018       | VVV-Venlo       | ERE             | 9          | 0          | CO              | 1               | 0               |                    | -                  | -                  |             | -           | -           | 10     | 0      |        |
| Totale Carriera | Totale Carriera | Totale Carriera | 191        | 56         |                 | 7               | 0               |                    | -                  | -                  |             | -           | -           | 198    | 56     |        |

## Palmarès
- Eerste Divisie: 1

VVV-Venlo: 2016-2017